# Levidi

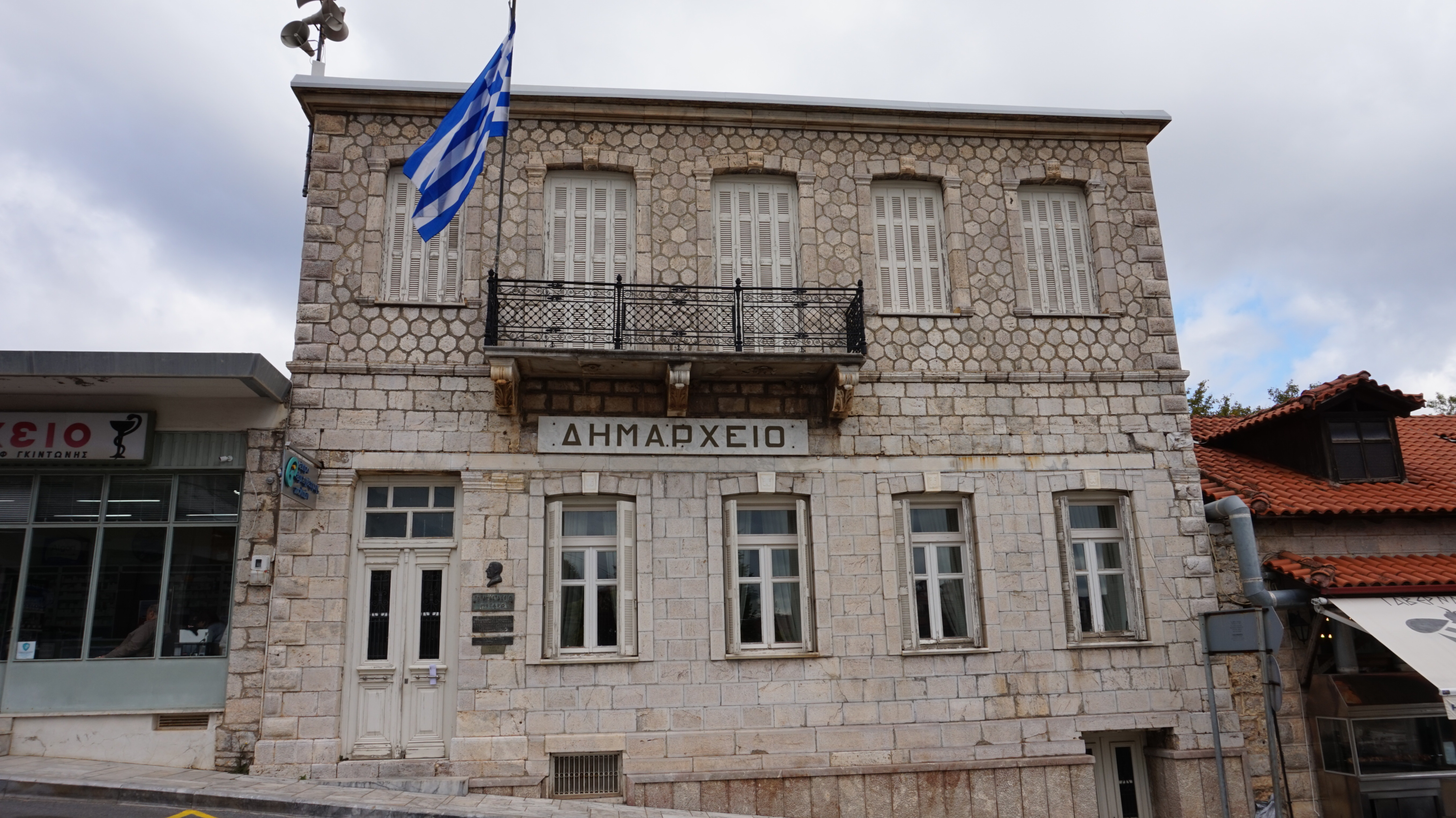

Levidi (griechisch Λεβίδι (n. sg.)) ist ein Dorf mit 1025 Einwohnern im Arkadien auf der Peloponnes in Griechenland.
Bis 2010 war Levidi eine selbständige Gemeinde, seit 1947 Stadtgemeinde (dimos), die durch Eingemeindungen 1997 auf etwa 4000 Einwohner angewachsen war. Mit dem 1. Januar 2011 wurde die Gemeinde Leonidi nach Tripoli eingemeindet, wo sie seither einen Gemeindebezirk bildet.
Rund fünf Kilometer nördlich von Levidi liegt auf einem Bergrücken das antike Orchomenos.
Ein Museum in Levidi ist dem Politiker Alexandros Papanastasiou gewidmet.
Wenige Kilometer von Levidi, auf dem Menalo, gibt es ein Wintersportgebiet.